# Beatrix Pacheco
Beatrix Pacheco d'Ascalona, comtesse de Montbel d'Entremont (morte en 1555), est une dame d’honneur de la reine Éléonore de Habsbourg,.

## Biographie
Beatrix est la fille de Jean, comte de Cifuentes et duc d'Ascalana, et d'Ana Coldemario Barrietos. Ses grands-parents paternels sont Alfonso de Silva y Acuña, comte de Cifuentes et Beatriz Pacheco Alfón de Ludeña, et ses grands-parents maternels sont Gabriel Coldemario et Ana Barrietos.
Quand Éléonore de Habsbourg, reine douairière de Portugal, devient reine de France en 1530, elle emmène avec elle au Louvre sa suite espagnole et portugaise, dont Beatrix, qui devient une de ses filles d'honneur. 
Après l'occupation du duché de Savoie par les troupes françaises en 1536, les seigneurs de Savoie sont invités à la cour de François Ier. L'un d'eux est Sébastien, comte d'Entremont et de Montbel, seigneur de Montellier, Natage et Saint-Maurice. Beatrix épouse le comte le 17 septembre 1539 en présence du dauphin, le futur Henri II. Ils sont les parents de Jacqueline de Montbel d'Entremont.
À la mort de François Ier en 1547, la reine douairière Éléonore s'installe auprès de sa sœur Marie, gouverneure des Pays-Bas espagnols. Beatrix et Jacqueline suivent la reine, et Jacqueline reste à Bruxelles jusqu'à l'âge de seize ans, avant de revenir à la cour de France. Beatrix s'installe alors au château de Saint-André, à Briord.
Elle meurt en 1555. 